# Trophée Jules Pappaert
Le Trophée Jules Pappaert (ou Trophée Pappaert) est un prix annuel du football belge. Il récompense le club dont l'équipe fanion a réalisé la plus longue série de matchs sans défaite.
Le classement du Trophée Pappaert est « sans fin ». Le prix est attribué annuellement, mais les résultats (les séries) se chevauchent d'une saison à l'autre, et d'une année civile à l'autre. Pour figurer au classement d'une année, un club doit atteindre au moins 10 rencontres d'affilée sans défaite.
Les clubs des trois plus hautes division belges - Division 1 (Ligue Jupiler), Division 2 et Division 3 - étaient concernées par ce prix jusqu'à la réforme de la Pro League en 2016-2017. Il est aujourd'hui réservé aux clubs qui évoluent en Pro League (Jupiler Pro League et 1B Pro League). Les clubs amateurs ACFF (aile francophone de l'Union belge) de Nationales (N1, D2 et D3) ont désormais, depuis 2019, leur propre Pappaert.

## Historique
Le principe a été imaginé et créé par Jacques Lecoq, du journal Les Sports en 1953. Le Trophée a été nommé en hommage à Jules Pappaert qui fut le capitaine de l'équipe de l'Union Saint-Gilloise, lorsqu'elle réalisa sa légendaire série de 60 matchs sans connaître la défaite, entre le 8 janvier 1933 et le 10 février 1935.
Le journal Les Sports fait désormais partie intégrante du groupe de presse IPM qui édite, entre autres, le quotidien La Dernière Heure/Les Sports, dont la rédaction sportive, et en particulier Michel Dubois, poursuit la longue tradition du Trophée.

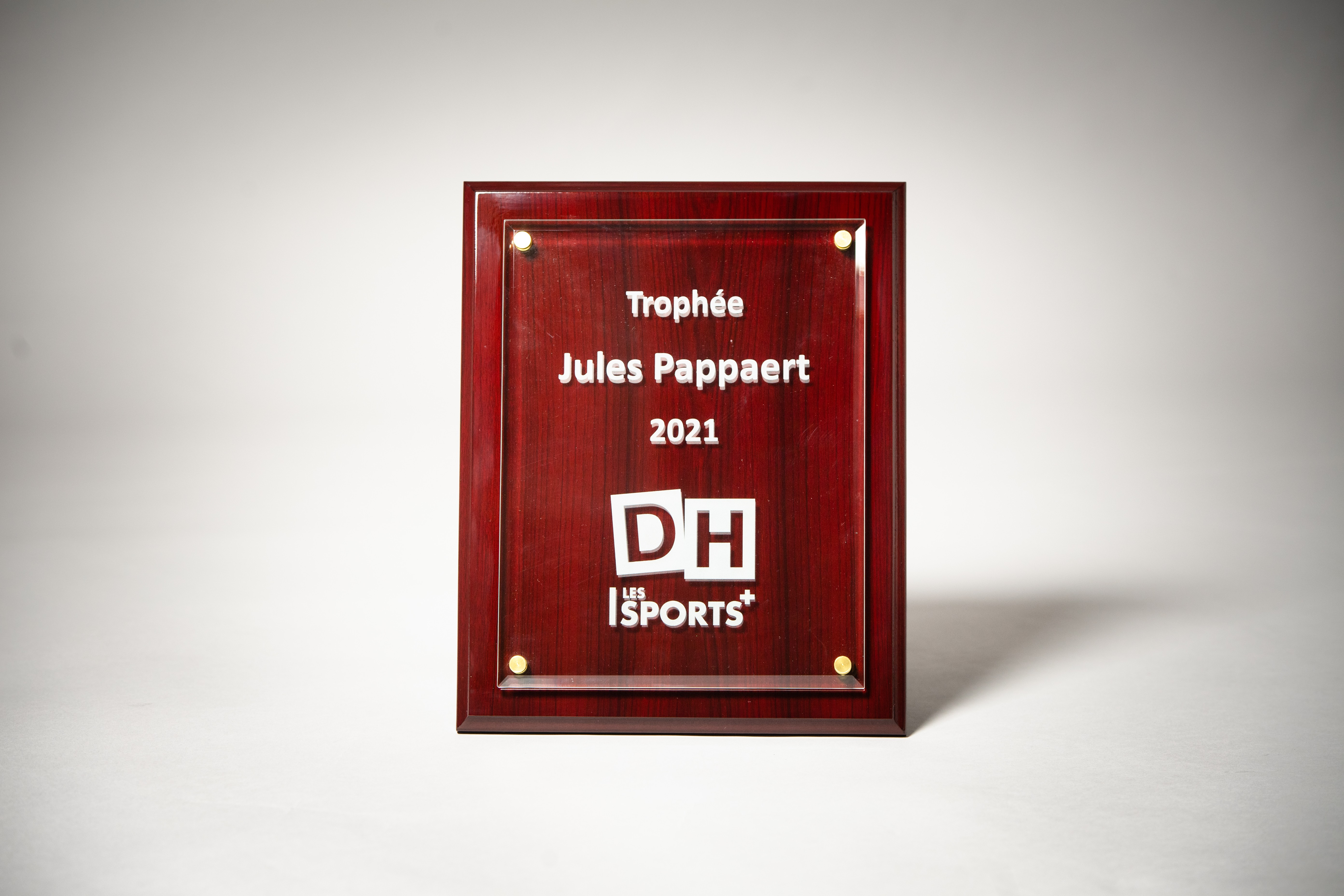
Trophée Pappaert 2021 remis à l'Union Saint-Gilloise.

À l'heure du foot-business, le Trophée Jules Pappaert paraît désuet, mais il reste cependant très prisé par les clubs belges qui se font une fierté d'en garnir leur vitrine[réf. nécessaire].

## Palmarès
| Années | Club                        | Séries    |
| ------ | --------------------------- | --------- |
| 1953   | R. Standard CL              | 15 matchs |
| 1954   | ARA La Gantoise             | 25 matchs |
| 1955   | K. FC Herentals             | 14 matchs |
| 1956   | Royale Union Saint-Gilloise | 17 matchs |
| 1957   | K. SV Waregem               | 17 matchs |
| 1958   | R. RC Tournaisien           | 15 matchs |
| 1959   | R. Daring CB                | 19 matchs |
| 1960   | R. Standard CL              | 16 matchs |
| 1961   | K. FC Turnhout              | 19 matchs |
| 1962   | R. Standard CL              | 19 matchs |
| 1963   | R. Antwerp FC               | 20 matchs |
| 1964   | Waterschei SV Thor          | 20 matchs |
| 1965   | K. VV Overpelt-Fabriek      | 21 matchs |
| 1966   | K. SV Waregem               | 26 matchs |
| 1967   | R. RC Tournaisien           | 20 matchs |
| 1968   | K. Boom FC                  | 18 matchs |
| 1969   | K. White Star Club Lauwe    | 14 matchs |
| 1970   | AS Eupen                    | 19 matchs |
| 1971   | R. Standard CL              | 18 matchs |
| 1972   | Club Brugge KV              | 21 matchs |
| 1973   | Waterschei SV Thor          | 18 matchs |
| 1974   | Waterschei SV Thor          | 25 matchs |
| 1975   | R.W.D.M.                    | 30 matchs |
| 1976   | Royale Union Saint-Gilloise | 23 matchs |
| 1977   | R. SC Anderlechtois         | 18 matchs |
| 1978   | Club Brugge KV              | 18 matchs |
| 1979   | Racing Jet Bruxelles        | 25 matchs |
| 1980   | R. FC Sérésien              | 25 matchs |
| 1981   | K. Stade Leuven             | 20 matchs |

| Années | Club                        | # Séries  |
| ------ | --------------------------- | --------- |
| 1982   | K. Sint-Niklaase SK         | 20 matchs |
| 1983   | R. SC Anderlecht            | 18 matchs |
| 1984   | Racing Jet Bruxelles        | 17 matchs |
| 1985   | R. SC Anderlecht            | 33 matchs |
| 1986   | KV Oostende                 | 16 matchs |
| 1987   | K. SK Beveren               | 25 matchs |
| 1988   | K. Sint-Truidense VV        | 26 matchs |
| 1989   | K. FC Zwarte Leeuw          | 27 matchs |
| 1990   | KV Mechelen                 | 24 matchs |
| 1991   | Club Brugge KV              | 32 matchs |
| 1992   | R. Standard de Liège        | 22 matchs |
| 1993   | R. FC Sérésien              | 33 matchs |
| 1994   | K. Patro Eisden             | 25 matchs |
| 1995   | Club Brugge KV              | 25 matchs |
| 1996   | K. RC Genk                  | 23 matchs |
| 1997   | K. FC Dessel Sport          | 27 matchs |
| 1998   | KV Kortrijk                 | 31 matchs |
| 1999   | R. AEC Mons                 | 29 matchs |
| 2000   | R. SC Anderlecht            | 26 matchs |
| 2001   | R. SC Anderlecht            | 28 matchs |
| 2002   | K. RC Genk                  | 26 matchs |
| 2003   | R. Excelsior Virton         | 18 matchs |
| 2004   | K. Red Star Waasland        | 21 matchs |
| 2005   | Club Brugge KV              | 31 matchs |
| 2006   | K. VSK United Overpelt-Lom. | 42 matchs |
| 2007   | K. Standaard Wetteren       | 24 matchs |
| 2008   | R. Standard de Liège        | 31 matchs |
| 2009   | K. Lierse SK                | 19 matchs |
| 2010   | RCS Visé                    | 30 matchs |
| 2011   | R. SC Anderlecht            | 24 matchs |
| 2012   | Royal Mouscron Peruwelz     | 30 matchs |
| 2013   | Hoogstraten VV              | 18 matchs |
| 2014   | Standard de Liège           | 16 matchs |
| 2015   | Saint-Trond VV              | 20 matchs |
| 2019   | KV Mechelen                 | 20 matchs |
| 2021   | Royale Union Saint-Gilloise | 16 matchs |

## Chiffres et Records
Depuis 1953, 35 clubs différents ont inscrit leur nom au palmarès du Trophée Jules Pappaert. 11 d'entre eux n'existent plus dont le RC Tournai, le FC Sérésien, le SV Waregem  et Waterschei, quatre multiples lauréats.
Depuis 1953, les clubs ayant remporté le plus souvent le Trophée Pappaert sont:
- R. Standard de Liège 7 fois,
- R. SC Anderlecht 6 fois,
- Club Brugge KV 5 fois,
- Waterschei SV THOR, Royale Union Saint-Gilloise 3 fois

Depuis 1953, les plus longues séries d'invicibilité furent pour:
- 42 rencontres consécutives sans défaite K. VSK Overpelt-Lommel (2006).
- 33 rencontres consécutives sans défaite R. SC Anderlecht (1985), R. FC Sérésien (1993).
- 32 rencontres consécutives sans défaite Club Brugge KV (1991).
- 31 rencontres consécutives sans défaite KV Kortrijk (1998), Club Brugge KV (2005), R. Standard de Liège (2008).
- 30 rencontres consécutives sans défaite R.W.D.M. (1975).

Depuis 1953, seuls deux clubs ont remporté le Trophée Pappaert deux années de suite:
- Waterschei SV THOR (1973, 1974).
- R. SC Anderlecht (2000, 2001).

## Digest
7 Trophées Pappaert
- R. Standard de Liège (1953, 1960, 1962, 1971, 1992, 2008, 2014)

6 Trophées Pappaert
- R. SC Anderlecht (1977, 1983, 1985, 2000, 2001,2011)

5 Trophées Pappaert
- Club Brugge KV (1972, 1978, 1991, 1995, 2005)

3 Trophées Pappaert
- Royale Union Saint-Gilloise (1956, 1976, 2021)
- Waterschei SV THOR (1964, 1973, 1974) - MATRICULEE DISPARU

2 Trophées Pappaert
- K. SV Waregem (1957, 1966) - MATRICULE DISPARU
- R. RC Tournaisien (1958, 1967) - MATRICULE DISPARU
- Racing Jet Wavre (Racing Jet Bruxelles 1979, Racing Jet Bruxelles 1984)
- R. FC Sérésien (1980, 1993) -MATRICULE DISPARU
- K. RC Genk (1996, 2002)
- K. Lommel United (Overpelt-Fabriek 1965, KVSK Overpelt-Lommel 2006)
- K. Sint-Truidense VV (1988, 2015)
- KV Mechelen (1990, 2019)

1 Trophée Pappaert
- ARA La Gantoise (1954)
- K. FC Herentals (1955) - MATRICULE DISPARU
- R. Daring CB (1959) - MATRICULE DISPARU
- K. FC Turnhout (1961)
- R. Antwerp FC (1963)
- K. Boom FC (1968) - MATRICULE DISPARU
- K. White Star Club Lauwe (1969)
- K. AS Eupen (1970)
- R.W.D.M. (1975) - MATRICULE DISPARU
- K. Stade Leuven (1981) - MATRICULE DISPARU
- K. Sint-Niklaase SK (1982) - MATRICULE DISPARU
- KV Oostende (1986)
- K. SK Beveren (1987) - MATRICULE DISPARU
- K. FC Zwarte Leeuw (1989)
- K. Patro Eisden (1994)
- K. FC Dessel Sport (1997)
- KV Kortrijk (1998)
- R. AEC Mons (1999)
- R. Excelsior Virton (2003)
- K. Red Star Waasland (2004)
- K. Standaard Wetteren (2007)
- K. Lierse SK (2009)
- RCS Visé (2010)
- Royal Mouscron Peruwelz (2012)
- Hoogstraten VV (2013)